# 다알리아
다알리아(Dahlia, 학명: Dahlia pinnata), 달리아는 국화과의 식물이다. 여름에서 가을에 걸쳐 꽃을 피우는 여러해살이풀, 관상용으로 가꾼다. 가지를 많이 치며 잎은 마주나고 가장자리에 톱니가 있다. 꽃 색깔은 흰색, 붉은색, 노란색 등이 있으며 주로 알뿌리로 번식한다.

## 같이 보기
- 다알리아속